# Filmografia de Jackie Chan

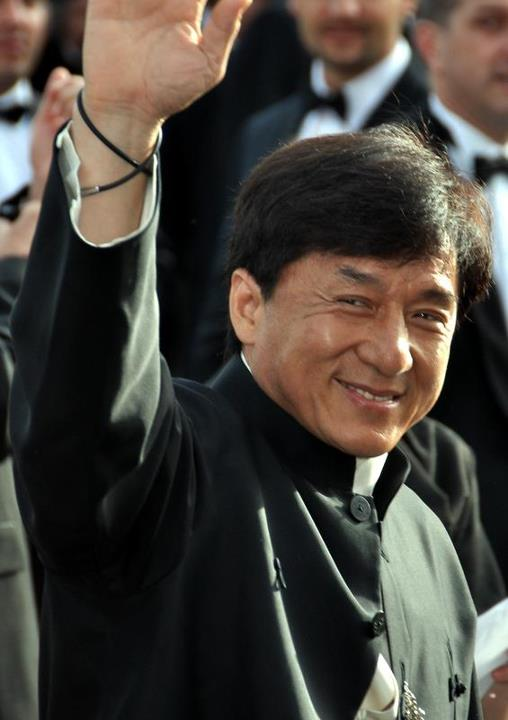
Jackie Chan no Festival de Cannes, em 2012.

Jackie Chan já participou de mais de 100 filmes ao longo de sua carreira, tendo nos primeiros 20 filmes papéis secundários como coadjuvante, figurante e dublê. A partir da década de 1980, como personagem principal em quase todos os filmes que participou.
Chan criou sua imagem nas telas como uma resposta a Bruce Lee, e os diversos imitadores que apareceram antes e depois da morte de Lee. Em contraste aos personagens de Lee, que eram heróis tipicamente rígidos e moralmente honestos, Chan interpreta sujeitos comuns bem intencionados e ligeiramente bobos (frequentemente à mercê de seus amigos, namoradas ou famílias) que sempre triunfam no final apesar das dificuldades. Apesar do sucesso da série Rush Hour, Chan comentou que ele não é um fã dela uma vez que ele não aprecia as cenas de ação no filme, nem entende o humor estado-unidense. Na mesma entrevista, Chan disse que enquanto ele não é apaixonado com os filmes que faz nos Estados Unidos, e repetitivamente demonstrou uma falta de entusiasmo com alguns de seus maiores projetos de Hollywood temendo que espectadores chineses não os entendessem, ele usa os altos salários que recebe destes filmes para financiar projetos chineses com os quais possui mais interesse.
Recentemente, um Chan mais velho ficou cansado de ser estereotipado como um herói de ação, o inspirando a atuar com mais emoção em seus últimos filmes.
Em New Police Story, ele interpretou um personagem que sofre de alcoolismo e em luto por seus colegas assassinados.
Para se distanciar ainda mais da imagem de Sr. Bonzinho, Chan interpretou um anti-herói pela primeira vez em Rob-B-Hood, estrelando como Thongs, um ladrão com problemas com o jogo.
Jackie Chan também é cantor e suas músicas são muito populares na Ásia, principalmente em Hong Kong. Sua primeira produção musical profissional foi feita na década de 1980, desde então Jackie Chan lançou mais de 20 álbuns, vários dos quais foram usados como trilha sonora em filmes que ele mesmo participou. Um fato relevante a respeito de suas músicas Chan canta em muitas línguas, incluindo coreano, mandarim, cantonês, japonês e inglês.

## Filmografia
| Ano  | Titulo em Inglês                            | Titulo em Chinês     | Titulo no Brasil                                               | Titulo em Portugal               | Papel                                                       | Notes |
| ---- | ------------------------------------------- | -------------------- | -------------------------------------------------------------- | -------------------------------- | ----------------------------------------------------------- | --- |
| 1962 | Big and Little Wong Tin Bar                 | 大小黄天霸           |                                                                |                                  | criança                                                     | creditado como Yuen Lau; filme perdido |
| 1963 | The Love Eterne                             | 梁山伯與祝英台       |                                                                |                                  | criança                                                     | |
| 1964 | The Story of Qin Xiang Lin                  | 秦香蓮               |                                                                |                                  | criança                                                     | |
| 1966 | The Eighteen Darts (Part 1)                 | 兩湖十八鏢(上集)     |                                                                |                                  | criança                                                     | |
| 1966 | The Eighteen Darts (Part 2)                 | 兩湖十八鏢(下集)     |                                                                |                                  | criança                                                     | |
| 1966 | Come Drink with Me                          | 大醉俠               |                                                                |                                  | criança                                                     | |
| 1970 | Lady of Steel                               | 荒江女俠             |                                                                |                                  | Beggar Kid                                                  | |
| 1971 | The Blade Spares None                       | 刀不留人             |                                                                |                                  | figurante                                                   | |
| 1971 | The Angry River                             | 鬼怒川               |                                                                |                                  | Guard                                                       | |
| 1971 | A Touch of Zen                              | 俠女                 |                                                                |                                  | figurante                                                   | |
| 1972 | Fist of Fury                                | 精武門               | A Fúria do Dragão                                              | O Invencível                     | Jing Wu's student                                           | |
| 1972 | Hapkido                                     | 合氣                 |                                                                |                                  | Black Bear's student                                        | |
| 1972 | The Brutal Boxer                            | 唐人客               |                                                                |                                  | figurante                                                   | |
| 1972 | Game of Death                               | 死亡遊戲             | Jogo da Morte                                                  |                                  | Hai Tien's fan                                              | |
| 1972 | Stranger from Hong Kong                     | 香港過客             |                                                                |                                  | figurante                                                   | |
| 1973 | Enter the Dragon                            | 龍爭虎鬥             | Operação Dragão                                                | O Dragão Ataca                   | Han Prison's                                                | |
| 1973 | Facets of Love                              | 北地胭脂             |                                                                |                                  | Xiao Liu                                                    | creditado como Chen Yuan Lung |
| 1973 | Not Scared to Die                           | 頂天立地             | A Revanche do Dragão                                           |                                  | Si To/ Shi Tzer                                             | |
| 1973 | Police Woman                                | 女警察               | Um Bandido em Hong Kong / O Jovem Tigre                        |                                  | Mole Face Gang Leader                                       | |
| 1973 | Kung Fu Girl                                | 鐵娃                 | A Garota do Kung Fu                                            |                                  | Japonês                                                     | creditado como Chen Yuan Lung |
| 1973 | Little Tiger of Canton                      | 廣東小老虎           |                                                                |                                  | Ah Lung                                                     | |
| 1973 | Freedom Strikes a Blow                      | 碼頭大決鬥           |                                                                |                                  | figurante                                                   | |
| 1973 | Ambush                                      | 埋伏                 |                                                                |                                  | extra                                                       | |
| 1973 | The Awaken Punch                            | 石破天驚             |                                                                |                                  | figurante                                                   | |
| 1973 | Fist of Unicorn                             | 麒麟掌               |                                                                |                                  | figurante                                                   | |
| 1974 | Fist to Fist                                | 除霸                 |                                                                |                                  | figurante                                                   | |
| 1974 | The Golden Lotus                            | 金瓶雙艷             |                                                                |                                  | Brother Yun                                                 | creditado como Chen Yuan Lung |
| 1974 | Supermen Against the Orient                 | 四王一后             |                                                                |                                  | extra                                                       | |
| 1974 | Village of Tigers                           | 惡虎村               |                                                                |                                  | figurante                                                   | |
| 1975 | All in the Family                           | 花飛滿城春           |                                                                |                                  | Hsiao Tang                                                  | |
| 1975 | Bruce Lee and I                             | 李小龍與我           |                                                                |                                  | extra                                                       | |
| 1975 | No End of Surprises                         | 拍案驚奇             |                                                                |                                  | Secretary Chen                                              | creditado como Chen Yuan Lung |
| 1975 | The Himalayan                               | 密宗聖手             |                                                                |                                  | Tseng's men                                                 | |
| 1975 | The Young Dragons                           | 鐵漢柔情             |                                                                |                                  | figurante                                                   | |
| 1976 | New Fist of Fury                            | 新精武門之精武拳     | A Nova Fúria do Dragão / Shaolin Contra os Filhos do Sol       |                                  | Ah Lung                                                     | |
| 1976 | Dance of Death                              | 舞拳                 |                                                                |                                  | Coordenador de dublês                                       | creditado como Chen Yuan Lung |
| 1976 | Shaolin Wooden Men                          | 少林木人巷           | Dragão de Aço                                                  |                                  | Tiger/ Little Mute Action Director Stunt Coordinator        | |
| 1976 | Hand of Death                               | 少林門               | A Lâmina Fatal                                                 |                                  | Tan Feng                                                    | |
| 1976 | Killer Meteors                              | 風雨雙流星           | Golpes Mortais                                                 |                                  | Wa Wu-Bin/ Tiger/ Immortal Meteor Stunt Coordinator         | |
| 1976 | The Private Eyes                            | 半斤八兩             |                                                                |                                  | figurante                                                   | |
| 1977 | The 36 Crazy Fists                          | 三十六迷形拳         |                                                                |                                  | Action Director Stunt Coordinator                           | |
| 1977 | To Kill with Intrigue                       | 劍花煙雨江南         | A Marca do Dragão                                              |                                  | Cao Lei/ Chen Yuan Lung Stunt Coordinator                   | creditado como Chen Yuan Lung |
| 1978 | Snake & Crane Arts of Shaolin               | 蛇鶴八步             | Garras do Dragão                                               |                                  | Hsu Yiu Fong Action Director Stunt Coordinator              | |
| 1978 | Magnificent Bodyguards                      | 飛渡捲雲山           | Magníficos Guarda-Costas                                       |                                  | Lord Ting Chung                                             | |
| 1978 | Snake in the Eagle's Shadow                 | 蛇形刁手             | Punhos de Serpente                                             |                                  | Chien Fu Action Director Stunt Coordinator                  | |
| 1978 | Drunken Master                              | 醉拳                 | O Mestre Invencível                                            |                                  | Wong Fei Hung                                               | |
| 1978 | Spiritual Kung Fu                           | 拳精                 | O Templo do Dragão - A Prova de Fogo                           |                                  | Yi-Lang/ Chen Yuan Lung Action Director Stunt Coordinator   | creditado como Chen Yuan Lung |
| 1978 | Half a Loaf of Kung Fu                      | 一招半式闖江湖       | A Quatro Punhos / O Invencível do Kung Fu                      |                                  | Master Jiang                                                | |
| 1978 | Two in Black Belt                           | 黑帶恨               |                                                                |                                  | figurante                                                   | |
| 1979 | The Fearless Hyena                          | 笑拳怪招             | A Vingança do Dragão                                           |                                  | Shing Lung                                                  | |
| 1979 | Dragon Fist                                 | 龍拳                 | Os Punhos do Dragão                                            |                                  | Tang How-Yuen                                               | |
| 1979 | Immortal Warriors                           | 百戰保山河           |                                                                |                                  | Action Director Stunt Coordinator                           | |
| 1979 | Master with Cracked Fingers                 | 廣東小老虎           |                                                                |                                  | ele mesmo                                                   | |
| 1980 | The Young Master                            | 帥弟出馬             | O Jovem Mestre do Kung Fu                                      |                                  | Dragon/ Master Lung                                         | |
| 1980 | The Big Brawl                               | 殺手壕               | O Grande Lutador / A Fúria de Chicago / O Lutador de Rua       |                                  | Jerry Kwan                                                  | |
| 1980 | Read Lips                                   | 孖寶闖八關           |                                                                |                                  | figurante                                                   | |
| 1981 | The Cannonball Run                          | 砲彈飛車             | Quem Não Corre, Voa                                            | A Corrida Mais Louca do Mundo    | Subaru Driver #1                                            | |
| 1981 | The Gold-Hunters                            | 老鼠街               |                                                                |                                  | Produtor                                                    | |
| 1982 | Dragon Lord                                 | 龍少爺               | O Lorde Dragão                                                 | O Dragão Invencível Ataca        | Dragon Ho/ Lung                                             | |
| 1983 | Fantasy Mission Force                       | 迷你特攻隊           | Confronto com o Dragão                                         |                                  | Sammy                                                       | |
| 1983 | Fearless Hyena Part II                      | 龍騰虎躍             | A Saga do Dragão - A Luta Final                                |                                  | Chan Lung/ Stone                                            | This film was created by Lo Wei; derived from alternative footage recorded during the filming of the original The Fearless Hyena. It had no input from Jackie Chan. |
| 1983 | Winners and Sinners                         | 奇謀妙計五福星       | Perdedores e Vencedores / Confronto Terminal                   |                                  | CID 07 / Cop #7086                                          | |
| 1983 | Project A                                   | A計劃                | Projeto China                                                  |                                  | Sgt. Dragon Ma Yue Lung                                     | |
| 1984 | Wheels on Meals                             | 快餐車               | Detonando em Barcelona                                         | Pancadaria Chinesa               | Thomas                                                      | |
| 1984 | Cannonball Run II                           | 砲彈飛車2            | Um Rally Muito Louco                                           | A Corrida Mais Louca do Mundo II | figurante                                                   | |
| 1984 | Pom Pom                                     | 神勇雙響炮           |                                                                |                                  | Motorcycle Cop #2                                           | |
| 1985 | Police Story                                | 警察故事             | Police Story - A Guerra das Drogas / Arrebentando em Hong Kong | O Incorruptível                  | Chan Ka-Kui/ Kevin Chan                                     | |
| 1985 | Heart of Dragon                             | 龍的心               | A Primeira Missão / Coração de Dragão                          |                                  | Tat Fung/ Ted                                               | |
| 1985 | Ninja Thunderbolt                           | 至尊神偷             |                                                                |                                  | figurante                                                   | |
| 1985 | The Protector                               | 威龍猛探             | A Fúria do Protetor                                            |                                  | Billy Wong                                                  | |
| 1985 | My Lucky Stars                              | 福星高照             | Estrelas do Kung Fu                                            |                                  | Muscles                                                     | |
| 1985 | Twinkle, Twinkle Lucky Stars                | 夏日福星             | Guarda-Costas do Inimigo                                       |                                  | Muscles                                                     | |
| 1986 | Naughty Boys                                | 扭計雜牌軍           |                                                                |                                  | Prisoner                                                    | |
| 1986 | Armour of God                               | 龍兄虎弟             | A Armadura de Deus                                             |                                  | Jackie Condor/ Asian Hawk                                   | |
| 1987 | Project A Part II                           | A計劃續集            | Projeto China 2 - A Vingança                                   |                                  | Dragon Ma                                                   | |
| 1987 | That Enchanting Night                       | 良青花奔月           |                                                                |                                  | figurante                                                   | |
| 1988 | Police Story 2                              | 警察故事續集         | Police Story 2 - Codinome: Radical                             | O Incorruptível Contra-Ataca     | Chan Ka-Kui/ Kevin                                          | |
| 1988 | Dragons Forever                             | 飛龍猛將             | Dragões Para Sempre                                            |                                  | Jackie Lung                                                 | |
| 1988 | The Inspector Wears Skirts                  | 霸王花               |                                                                |                                  | figurante                                                   | |
| 1988 | Rouge                                       | 胭脂扣               |                                                                |                                  | figurante                                                   | |
| 1989 | Miracles                                    | 奇蹟                 | Chefão por Acaso                                               |                                  | Charlie Cheng Wah Kuo/ Kuo Chen Wah                         | |
| 1989 | The Inspector Wears Skirts II               | 神勇飛虎霸王花       |                                                                |                                  | figurante                                                   | |
| 1989 | I Am Sorry                                  | 說謊的女人           |                                                                |                                  | figurante                                                   | |
| 1990 | Island of Fire                              | 火燒島               | Missão na Ilha do Fogo                                         |                                  | Steve Tong/ Da Chui                                         | |
| 1990 | The Outlaw Brothers                         | 最佳賊拍檔           |                                                                |                                  | figurante                                                   | |
| 1990 | Stage Door Johnny                           | 舞台姊妹             |                                                                |                                  | figurante                                                   | |
| 1990 | Story of Kennedy Town                       | 西環的故事           |                                                                |                                  | figurante                                                   | |
| 1991 | A Kid from Tibet                            | 西藏小子             |                                                                |                                  | Airport Passenger                                           | |
| 1991 | Armour of God II: Operation Condor          | 飛鷹計劃             | Operação Condor - Um Kickboxer Muito Louco                     |                                  | Jackie Condor                                               | |
| 1991 | Angry Ranger                                | 火爆浪子             |                                                                |                                  | figurante                                                   | |
| 1991 | Beauty and the Beast                        | 美女與野獸           |                                                                |                                  | Beast                                                       | Chan performed voice acting and singing in the Chinese dub of the film.                                                                                             |
| 1992 | Police Story 3: Super Cop                   | 警察故事III超級警察  | Police Story 3: Supercop                                       | Supercop, a Fúria do Relâmpago   | Chan Ka-Kui/ Kevin                                          | |
| 1992 | Twin Dragons                                | 雙龍會               | Dragões em Dose Dupla                                          |                                  | Ma Yau/ John Ma/ Die Hard/ Boomer                           | |
| 1992 | Centre Stage                                | 阮玲玉               |                                                                |                                  | figurante                                                   | |
| 1992 | The Shootout                                | 危險情人             |                                                                |                                  | figurante                                                   | |
| 1993 | Once a Cop                                  | 超級計劃             | Policial Acima de Tudo                                         |                                  | Chan Ka-Kui/ Inspector Chan                                 | |
| 1993 | City Hunter                                 | 城市獵人             | City Hunter - O Caçador de Encrencas                           |                                  | Ryo Saeba a.k.a./ Michael Pham City Hunter                  | Baseado no mangá City Hunter. |
| 1993 | Crime Story                                 | 重案組               | Crime Story                                                    | Unidade Anti-Crime               | Inspector Eddie Chan                                        | |
| 1993 | Kin chan no Cinema Jack                     | 陳健沒有傑克電影院   |                                                                |                                  | figurante                                                   | |
| 1994 | Drunken Master II                           | 醉拳II               | O Mestre Invencível / A Lenda do Mestre Invencível             |                                  | Wong Fei Hung                                               | |
| 1995 | Thunderbolt                                 | 霹靂火               | Thunderbolt - Ação Sobre Rodas                                 |                                  | Chan Foh To/ Alfred Tung                                    | |
| 1995 | Rumble in the Bronx                         | 紅番區               | Arrebentando em Nova York                                      | Jackie Chan nas Ruas de Bronx    | Ma Hon Keung                                                | |
| 1996 | Police Story 4: First Strike                | 警察故事IV之簡單任務 | Primeiro Impacto                                               | Primeiro Golpe                   | Chan Ka-Kui/ Jackie                                         | |
| 1997 | Mr. Nice Guy                                | 一個好人             | Mr. Nice Guy - Bom de Briga                                    | Acção Total - Mr. Nice Guy       | Jackie                                                      | |
| 1998 | Who Am I                                    | 我是誰               | Quem sou eu?                                                   | Identidade perigosa              | Jackie Chan                                                 | |
| 1998 | Rush Hour                                   | 火拼時速             | A Hora do Rush                                                 | Hora de Ponta                    | Detective Inspector Lee                                     | |
| 1998 | Hot War                                     | 幻影特攻             |                                                                |                                  | figurante                                                   | |
| 1998 | An Alan Smithee Film: Burn Hollywood Burn   | n/a                  | Hollywood - Muito Além das Câmeras                             |                                  | ele mesmo                                                   | |
| 1998 | Mulan                                       | 花木蘭               | Mulan                                                          | Mulan                            | Captain Li Shang                                            | dublagem em Cantonês e Mandarim. |
| 1999 | King of Comedy                              | 喜劇之王             |                                                                |                                  | figurante                                                   | |
| 1999 | Gorgeous                                    | 玻璃樽               | O Grande Desafio                                               |                                  | C. N. Chan                                                  | |
| 1999 | Gen-X Cops                                  | 特警新人類           | Geração X em Ação                                              |                                  | Fisherman                                                   | |
| 1999 | Tempting Heart                              | 心動                 |                                                                |                                  | figurante                                                   | |
| 2000 | Shanghai Noon                               |                      | Bater ou Correr                                                |                                  | Chon Wong                                                   | |
| 2001 | The Accidental Spy                          | 特務迷城             | Espião por Acidente                                            |                                  | Buck Yuen                                                   | |
| 2001 | Rush Hour 2                                 | 火拼時速2            | A Hora do Rush 2                                               | Hora de Ponta 2                  | Inspetor Lee                                                | |
| 2002 | The Tuxedo                                  | 燕尾服               | O Terno de Dois Bilhões de Dólares                             | Vestido a Rigor                  | Jimmy Tong                                                  | |
| 2003 | Shanghai Knights                            | 西域威龍2皇家威龍    | Bater ou Correr em Londres                                     | Em Defesa de Sua Majestade       | Chon Wang                                                   | |
| 2003 | Vampire Effect                              | 千機變               | Liga Contra o Mal                                              |                                  | Jackie Fong                                                 | |
| 2003 | The Medallion                               | 飛龍再生             | O Medalhão                                                     |                                  | Eddie Yang                                                  | |
| 2004 | Around the World in 80 Days                 | 環遊世界八十天       | Volta ao Mundo em 80 Dias - Uma Aposta Muito Louca             | A Volta ao Mundo em 80 Dias      | Passepartout/ Lau Xing                                      | |
| 2004 | The Twins Effect II                         | 千機變 II – 花都大戰 | A Dinastia da Espada                                           |                                  | Lord of Armour/ General Wai Shing                           | Fez apenas uma aparição, junto com seu filho, Jaycee Chan, que está nesse filme                                                                                     |
| 2004 | New Police Story                            | 新警察故事           | A Hora do Acerto                                               | Polícia em Fúria                 | Chan Ka-Kui/ Chan Kwok-Wing                                 | |
| 2004 | Enter the Phoenix                           | 大佬愛美麗           |                                                                |                                  | Mr. Chan                                                    | |
| 2004 | Rice Rhapsody                               | 海南雞飯             |                                                                |                                  | figurante                                                   | |
| 2005 | The Myth                                    | 神話                 | O Mito                                                         |                                  | General Meng Yi/ Jack                                       | |
| 2005 | Everlasting Regret                          | 長恨歌               |                                                                |                                  | figurante                                                   | |
| 2005 | House of Fury                               | 精武家庭             | Casa da Fúria                                                  |                                  | figurante                                                   | |
| 2006 | Rob-B-Hood                                  | 寶貝計劃             | Três Ladrões e um bebê                                         | À Procura do Bebê                | Fong Ka Ho/ Thongs                                          | |
| 2007 | Rush Hour 3                                 | 火拼時速3            | A Hora do Rush 3                                               | Hora de Ponta 3                  | Chefe Inspetor Lee                                          | |
| 2007 | Air Diary                                   | 飛行日志             |                                                                |                                  | figurante                                                   | |
| 2008 | The Forbidden Kingdom                       | 功夫之王             | O Reino Proibido                                               | O Reino Proibido                 | Lu Yan/ Old Hop                                             | |
| 2008 | Kung Fu Panda                               | 功夫熊貓             | Kung Fu Panda                                                  | O Panda do Kung Fu               | Master Monkey                                               | dublagem |
| 2008 | Run Papa Run                                | 一個好爸爸           |                                                                |                                  | figurante                                                   | |
| 2008 | Wushu                                       | 武術之少年行         |                                                                |                                  | figurante                                                   | |
| 2009 | Shinjuku Incident                           | 新宿事件             | Massacre no Bairro Chinês                                      | Acidente em Shinjuku             | Steelhead                                                   | |
| 2009 | Looking for Jackie                          | 尋找成龍             |                                                                |                                  | Jackie Chan                                                 | |
| 2009 | The Founding of a Republic                  | 建國大業             | A Fundação de uma República                                    |                                  | Interview                                                   | |
| 2010 | The Spy Next Door                           | 鄰家特工             | Missão quase Impossível                                        | Espião nas Horas Vagas           | Bob Ho                                                      | |
| 2010 | Little Big Soldier                          | 大兵小將             | O Pequeno Grande Guerreiro                                     |                                  | Big Soldier                                                 | |
| 2010 | The Karate Kid                              | 功夫夢               | Karatê Kid                                                     | Karatê Kid                       | Mr. Han                                                     | |
| 2010 | Kung Fu Panda Holiday                       | 功夫熊猫假期特别     | Especial de Natal Kung Fu Panda                                |                                  | Master Monkey                                               | dublagem |
| 2010 | The Legend of Silk Boy                      | 世博冠軍湖絲仔       |                                                                |                                  | Xu Rongcun                                                  | dublagem |
| 2011 | Shaolin                                     | 新少林寺             | Shaolin                                                        |                                  | Wu Dao                                                      | |
| 2011 | Kung Fu Panda 2                             | 功夫熊貓2            | Kung Fu Panda 2                                                | O Panda do Kung Fu 2             | Master Monkey                                               | dublagem |
| 2011 | 1911                                        | 辛亥革命             | 1911 - A Revolução                                             |                                  | Huang Xing                                                  | |
| 2011 | Legendary Amazons                           | 楊門女將             |                                                                |                                  | figurante                                                   | |
| 2012 | Chinese Zodiac                              | 十二生肖             | Operação Zodíaco                                               | Zodíaco Chinês                   | Asian Hawk Diretor Diretor de Ação Produtor Diretor de Cena | |
| 2013 | The Unbelievable                            | n/a                  |                                                                |                                  | Mr. Z                                                       | curta-metragem |
| 2013 | Personal Tailor                             | 私人訂制             |                                                                |                                  | figurante                                                   | |
| 2013 | Police Story 2013                           | 警察故事2013         | Em Nome da Lei                                                 |                                  | Detective Zhong Wen                                         | |
| 2014 | Manhattan                                   |                      |                                                                |                                  | Produtor                                                    | |
| 2014 | Fen Shou Da Ren                             |                      |                                                                |                                  | Produtor                                                    | |
| 2014 | As The Light Goes Out                       | 救火英雄             |                                                                |                                  | figurante                                                   | |
| 2015 | Gambling on Extinction                      |                      | O Jogo da Extinção                                             |                                  | Produtor                                                    | |
| 2015 | Who Am I 2015                               |                      |                                                                |                                  | Produtor                                                    | |
| 2015 | Dragon Blade                                | 天將雄獅             | Batalha dos Impérios                                           |                                  | Huo An                                                      | |
| 2016 | Skiptrace                                   | 跳过跟踪             | Fora do Rumo                                                   | Fora do Rumo                     | Benny Black Produtor                                        | |
| 2016 | Railroad Tigers                             | 铁道飞虎             |                                                                |                                  | Ma Yuan                                                     | |
| 2016 | Kung Fu Panda 3                             | 功夫熊貓3            | Kung Fu Panda 3                                                | O Panda do Kung Fu 3             | Master Monkey                                               | dublador |
| 2017 | Kung Fu Yoga                                | 功夫瑜伽             | Kung Fu Yoga                                                   |                                  | Jack                                                        | |
| 2017 | Reset                                       | 逆时营救             |                                                                |                                  | figurante                                                   | |
| 2017 | Earth: One Amazing Day                      |                      |                                                                |                                  | Narrador                                                    | |
| 2017 | The Nut Job 2: Nutty by Nature              |                      | O Que Será de Nozes 2                                          |                                  | Mr. Feng                                                    | dublador |
| 2017 | The Foreigner                               | 外國人               | O Estrangeiro                                                  |                                  | Ngoc Minh Quan                                              | |
| 2017 | The LEGO Ninjago Movie                      |                      | LEGO Ninjago: O Filme                                          | Lego Ninjago: O Filme            | Sensei Wu                                                   | dublador |
| 2017 | Namiya: Adventure Into the Past             | 解憂雜貨店           |                                                                |                                  | Namiya                                                      | |
| 2017 | Bleeding Steel                              | 機器之血             | Inimigo (I)mortal                                              |                                  | Lin Dong                                                    | |
| 2018 | The Game Changers                           |                      |                                                                |                                  | Produtor                                                    | Documentário |
| 2019 | Viy 2: Journey to China                     |                      |                                                                |                                  | Mestre                                                      | |
| 2019 | The Knight of Shadows: Between Yin and Yang | 神探蒲松齡之蘭若仙   | Contos do Caçador das Sombras                                  |                                  | Pu Songling                                                 | |
| 2019 | The Climbers                                |                      |                                                                |                                  | figurante                                                   | |
| 2020 | Vanguard                                    | 急先锋               | Agentes Vanguard                                               |                                  | Tang Huating                                                | |
| 2025 | Karate Kid: Legends                         |                      |                                                                |                                  | Mr. Han                                                     | Pós-produção |
| TBA  | Rush Hour 4                                 | 高峰时段4            | A Hora do Rush 4                                               | Hora de Ponta 4                  | Chief Inspector Lee                                         | rumor |